# Acanthocarpus brevispinis
Acanthocarpus brevispinis Monod, 1946 è un crostaceo decapode appartenente alla famiglia Calappidae. È stato descritto per la prima volta da Theodor Monod nel 1946.

## Distribuzione e habitat
Proviene dalla costa occidentale dell'Africa.